# 鄉村搖滾
鄉村搖滾（英語：Country  rock）是流行音樂其中的一個音樂流派，由搖滾樂和鄉村音樂融合而成。這個音樂流派是從1960年代後期和1970年代初期，一些開始錄製鄉村音樂的搖滾音樂家所發展出來。這些音樂家以鄉村音樂為主題，使用聲樂風格最具特色的踏板鋼吉他樂器來錄製搖滾樂的唱片。鄉村搖滾創始為巴布·狄倫，飛鳥樂隊，Nitty Gritty Dirt Band，納什維爾西樂團等音樂家和樂團。在1970年代最受歡迎的音樂家和樂團有愛美蘿·哈里斯，老鷹樂團，琳達·朗絲黛，邁克爾·內史密斯，帕可樂團和純草原聯盟。鄉村搖滾也影響了其他類型的音樂家，包括 乐队合唱团，感恩至死，清水樂團，滾石樂團，和喬治·哈里森的個人作品。也因此而參與混合南方搖滾的發展。

## 特徵
搖滾經常被看作是一個組合的節奏藍調，在20世紀50年代時和鄉村音樂尤其明顯，融合成“山區鄉村搖滾樂英文稱為Rockabilly”，並且出現了交叉授粉孕育出的兩個音樂流派在整個音樂歷史裡百花齊放，然而後來的“鄉村搖滾”一詞通常指的是20世紀60年代末和70年代初的搖滾樂手，他們開始運用鄉村音樂的主題，及其聲樂風格和其使用樂器，最具特色的踏板鋼吉他來錄製搖滾樂。音樂史學家John Einarson指出：“從各種角度和動機來看，這些音樂家在演奏搖滾樂時的態度，或許增加了一個鄉村音樂的感受來搖滾，或許是民間音樂，或許是藍草音樂，沒有公式的”。